# Imagine Dragons
Az Imagine Dragons egy 2008-ban alakult amerikai pop-rock együttes, amely a nevadai Las Vegasból származik. Jelenlegi tagjai Dan Reynolds (énekes), Wayne Sermon (gitáros), Ben McKee (basszusgitáros). A zenekar első ízben az It’s Time című kislemezük megjelenésével vált ismertté, amit a Night Visions (2012) című debütáló albumuk követett, amely a Radioactive és a Demons című listavezető kislemezeket eredményezte. A Rolling Stone a Radioactive-t, amely rekordhosszú ideig szerepelt a Billboard Hot 100-as listáján, az év „legnagyobb rock slágerének” nevezte. Az MTV „az év legnagyobb feltörekvő zenekarának” nevezte őket, a Billboard pedig a „2013-as év legjobb új zenekara” és a „2017-es év legnagyobb zenekara” címet adta nekik, és a „Year in Rock” 2013-as, 2017-es és 2018-as rangsorának élére helyezte őket. Az Imagine Dragons 2018-ban a Billboard év végi „Top Artists – Duo/Group” kategóriájának élén végzett.
Az együttes második stúdióalbuma, a Smoke + Mirrors (2015) első helyezést ért el az Egyesült Államokban, Kanadában és az Egyesült Királyságban. Ezt követte az Evolve című harmadik stúdióalbumuk (2017), amely három listavezető kislemezt eredményezett: a Believer, a Thunder és a Whatever It Takes, és egyben a Billboard Hot Rock Songs listájának legtöbb hetet első helyen töltött előadójává tette őket. Az album számos országban a Top 5-be jutott. Az együttes negyedik stúdióalbumáról, az Origins-ről (2018) megjelent a Natural című kislemez, amely az ötödik daluk lett, amely a Hot Rock Songs lista élére került. A zenekar ötödik stúdióalbuma, a Mercury – Acts 1 & 2 (2022) egy dupla album volt, amely két részben jelent meg 2021-ben és 2022-ben, rajta az amerikai Top 5-ös Enemy című dallal. Ezt követte a Loom (2024), az első albumuk a hosszú ideje dobos Daniel Platzman nélkül. Népszerűségük és kereskedelmi sikerük ellenére az együttes zenéje mindvégig vegyes kritikai fogadtatásban részesült.
Az Imagine Dragons három American Music Awards, kilenc Billboard Music Awards, egy Grammy, egy MTV Video Music Award és egy World Music Award díjat nyert. A zenekart 2014 májusában 14 Billboard Music Awards-díjra jelölték, köztük Az év legjobb előadója és egy Milestone-díjra, amely a különböző műfajok előadóinak innovációját és kreativitását ismeri el. 2018 áprilisában a zenekart további 11 alkalommal jelölték Billboard Music Awards-díjra.
Az Imagine Dragons több mint 74 millió albumot és 65 millió digitális dalt adott el világszerte, ezzel a világ egyik legsikeresebb zenei előadója. Emellett 160 milliárd streamet generáltak a zenei platformokon. Ők voltak 2018 legtöbbet streamelt együttese a Spotify-on, az első rockzenekar, amelynek négy dala – a Radioactive, a Demons, a Believer és a Thunder – is meghaladta az egymilliárd streamelést, és az egyetlen olyan együttes a RIAA történetében, amelynek négy dala is magasabb minősítést kapott, mint Gyémánt. A Billboard szerint a Believer, a Thunder és a Radioactive volt a 2010-es évek három legjobban teljesítő rockdala.

## Története

### 2008–2011: Felállásváltozások és kezdeti középlemezek
Dan Reynolds énekes 2008-ban találkozott Andrew Tolman dobossal a Brigham Young Egyetemen, ahol mindketten diákok voltak. Reynolds és Tolman bevették Andrew Becket, Dave Lemkét és Aurora Florence-t, hogy gitározzanak, basszusgitározzanak, illetve zongorázzanak a zenekarukban. A nevük egy anagramma, egy olyan kifejezésre, amelyet csak a csapat tagjai ismertek, és Reynolds szerint minden tag jóváhagyta. Az öttagú csapat demókat vett fel, amelyeket még abban az évben feltöltöttek a MySpace-re, de Beck és Florence még abban az évben kilépett a zenekarból. 2009-ben Tolman felvette gitárosnak régi középiskolai barátját, Wayne Sermont, aki a Berklee College of Music-on végzett. Tolman később beszervezte a feleségét, Brittany Tolmant háttérénekesnek, valamint hogy billentyűs hangszereken játsszon; a zenekar újra elkezdett együtt koncertezni. Lemke nem sokkal később elhagyta a zenekart. Sermon egy másik Berklee-diákot, Ben McKee-t vette be a csapatba, aki basszusgitárosként csatlakozott a zenekarhoz, és teljessé tette a felállást. A zenekar nagy rajongótáborra tett szert szülővárosában, a Utah állambeli Provo-ban, mielőtt a tagok Las Vegasba, Dan Reynolds szülővárosába települtek át, ahol a zenekar felvette és kiadta első három középlemezét (EP).
A zenekar 2009. szeptember 1-jén kiadta az Imagine Dragons című EP-t, majd 2010. március 10-én a Hell and Silence-t. Mindkettőt a Las Vegas-i Battle Born stúdióban rögzítették. Hat hónappal a harmadik EP, az It’s Time 2011. március 12-i megjelenése után, 2011. november 18-án lemezszerződést írtak alá az Interscope Records-szal.
Első nagy áttörésüket akkor érték el, amikor a Train frontembere, Pat Monahan megbetegedett, közvetlenül a 2009-es Bite of Las Vegas fesztivál előtt. Az Imagine Dragons-t hívták beugrónak, és több mint 26 000 ember előtt léptek fel. A helybéli elismerések, köztük a „2011 legjobb CD-je” (Vegas SEVEN), „2010 legjobb helyi indie zenekara” (Las Vegas Weekly), „Las Vegas legújabb kötelező élő fellépése” (Las Vegas CityLife), a Vegas Music Summit 2010-es headlinere, és még sok más elismerés küldte a zenekart pozitív pályára. 2011 novemberében aláírtak az Interscope Recordshoz, és elkezdtek együtt dolgozni az angol Grammy-díjas producerrel, Alex da Kiddel. Végül Tolmanék kiléptek a csapatból. Daniel Platzman dobost és Theresa Flaminio billentyűst 2011 augusztusában McKee szerződtette, még a zenekar 2011 novemberében kötött lemezszerződése előtt. Flaminio a zenekar Interscope-pal kötött szerződése idején távozott a csapatból, így a zenekar négytagúvá vált.

### 2012–2014:Night Visions
A zenekar szorosan együttműködött Alex da Kiddel, akivel a kaliforniai Westlake Recording Studiosban, West Hollywoodban rögzítették első nagylemezes kiadványukat.
A Continued Silence című EP 2012. február 14-én jelent meg digitálisan, és a Billboard 200-as listáján a 40. helyen végzett. A zenekar 2012-ben egy Hear Me című EP-t is kiadott.
Nem sokkal később megjelent az It’s Time című dal kislemez, és a Billboard Hot 100-as listáján a 15. helyen végzett. A klip 2012. április 17-én debütált az összes MTV csatornán, és ezt követően MTV Video Music Awards-díjra jelölték A legjobb rock videóklip kategóriában. Az It’s Time hétszeres platina minősítést kapott a RIAA-tól.
A zenekar 2012 nyarán fejezte be a Night Visions című debütáló album felvételeit a Studio X-ben a Palms Casino Resortban, és az album 2012. szeptember 4-én jelent meg az Egyesült Államokban. Az album a Billboard 200-as listán a második helyen végzett, az első heti eladások meghaladták a 83 000 példányt, ami 2006 óta a legmagasabb listás helyezés egy debütáló rockalbum esetében. Az album a Billboard Alternative és Rock Album Charts első helyére került, valamint az ausztrál, osztrák, kanadai, holland, német, ír, holland, ír, norvég, portugál, skót, spanyol, spanyol és brit albumlistán is az első tízben szerepelt. Billboard Music Awards-díjat nyert a Top Rock Album kategóriában, és jelölték Az év nemzetközi albumának járó Juno-díjra. A Night Visions-t az Egyesült Államokban az RIAA platinalemezzé minősítette, valamint Ausztráliában, Ausztriában, Brazíliában, Kanadában, Mexikóban, Új-Zélandon, Lengyelországban, Portugáliában, Svédországban, Svájcban és az Egyesült Királyságban is hasonlóképpen platina lett. Az albumról három szám a Billboard Top 40-be, négy szám az ARIA Top 40-be, öt szám pedig az Egyesült Királyság Top 40-es listájára került.

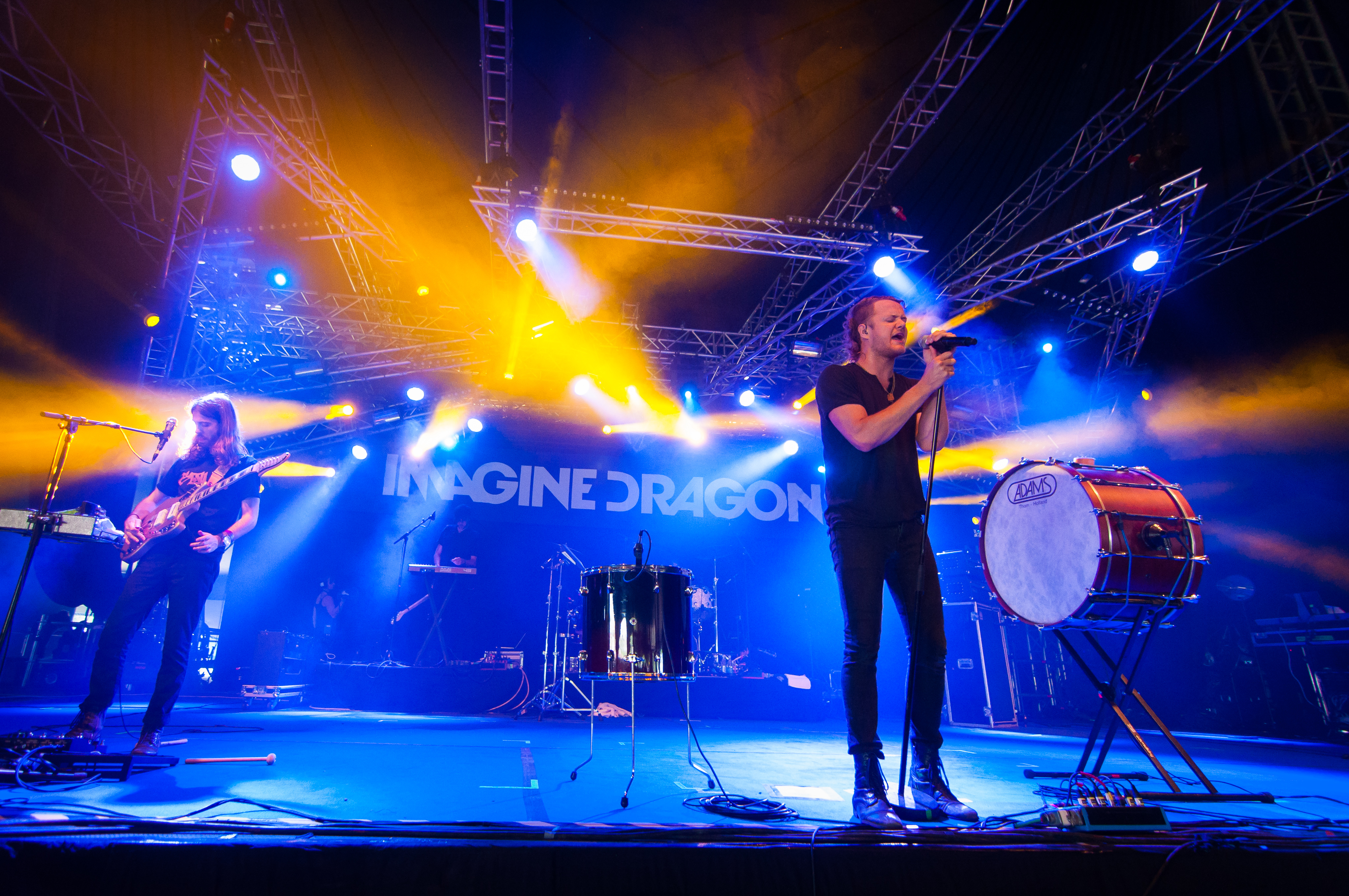
Az együttes 2013-ban indult el a Night Visions Tour elnevezésű koncertturnéra

Az album második kislemeze, a Radioactive a Billboard Alternative Songs, a Billboard Rock Songs és a svéd kislemezlista első helyét érte el, és több mint 14 millió kislemezt adtak el belőle az Egyesült Államokban, ezzel bekerült a legkelendőbb digitális dalok élmezőnyébe. Emellett megdöntötte a Billboard Hot 100 leghosszabb ideig futó dalának rekordját is, 87 hetet töltött a listán, mielőtt 2021-ben The Weeknd Blinding Lights című dala megdöntötte volna. A Radioactive rekordot jelentő 23 hétig maradt az első helyen a Hot Rock Songs listán, és végül a műfaj legnagyobb slágere lett 2013-ban. A dal a harmadik helyen tetőzött, ezzel az első top tízes kislemezük lett az Egyesült Államokban, és megdöntötte a leghosszabb idő alatt a top ötbe kerülés rekordját. A Nielsen SoundScan adatai szerint a Radioactive a digitális történelem legkelendőbb rockdala. A Radioactive 2013 végére már több mint hárommillió példányban kelt el. A Rolling Stone „az év legnagyobb rock slágerének” nevezte. Emellett ez volt 2013 legtöbbet streamelt dala a Spotify-on az Egyesült Államokban. Az 56. Grammy-díjkiosztón jelölték Az év felvétele-, és A legjobb rockteljesítmény Grammy-díjára, és a kettő közül az utóbbit meg is nyerte. Az együttes a Radioactive és a M.A.A.A.D City című dalok egyvelegét adta elő a rapper Kendrick Lamar oldalán a ceremónián. A Radioactive remixelt verziója, amely Lamar újonnan hozzáadott versszakát is tartalmazza, másnap jelent meg, és a Saturday Night Live 2014. február 1-jei epizódjában adták elő.
A harmadik kislemez, a Demons a Billboard Pop Songs listájának első helyét érte el, a Billboard Hot 100-as listáján a 6. helyen végzett, és 61 hetet töltött a listán. A RIAA 2021-ben kijelentette, hogy a dal a zenekar harmadik gyémánt minősítésű dala lett az USA-ban. Negyedik kislemeze, az On Top Of The World a Billboard Hot 100-as listán a 79. helyig jutott, és szintén 20 hetet töltött a listán. Az USA-ban az albumról a nem kislemezdalok, a Bleeding Out és az Amsterdam platina minősítést, míg a Hear Me és a Tiptoe arany minősítést kapott. A Billboard a „2012-es év legragyogóbb új csillagai” közé sorolta őket, később pedig a „2013-as év legjobb új együttesének” nevezte őket. Az Imagine Dragons 2014-ben elnyerte a Billboard Music Awards Top Duo/Group, Top Hot 100 Artist és Top Rock Artist díjakat. Az Amazon.com a zenekart „2012 kedvenc rock előadójának” nevezte.
2013-ban az Imagine Dragons visszatért Európába és Észak-Amerikába a Night Visions turnéval. A zenekar 13 további nyári amerikai turné dátumot jelentett be, amelyek szintén teltházasak voltak. A zenekar ezután egy észak-amerikai amfiteátrumi turnét jelentett be. A Pollstar a zenekart a „Top 20 koncertturné” listáján szerepeltette az átlagos jegybevétel alapján, annak ellenére, hogy az átlagos jegyáruk a harmadik legalacsonyabb volt a listán. A zenekar 2013 áprilisában egy koncertalbumot adott ki Live at Independent Records címmel.

### 2014–2016:Smoke + Mirrors

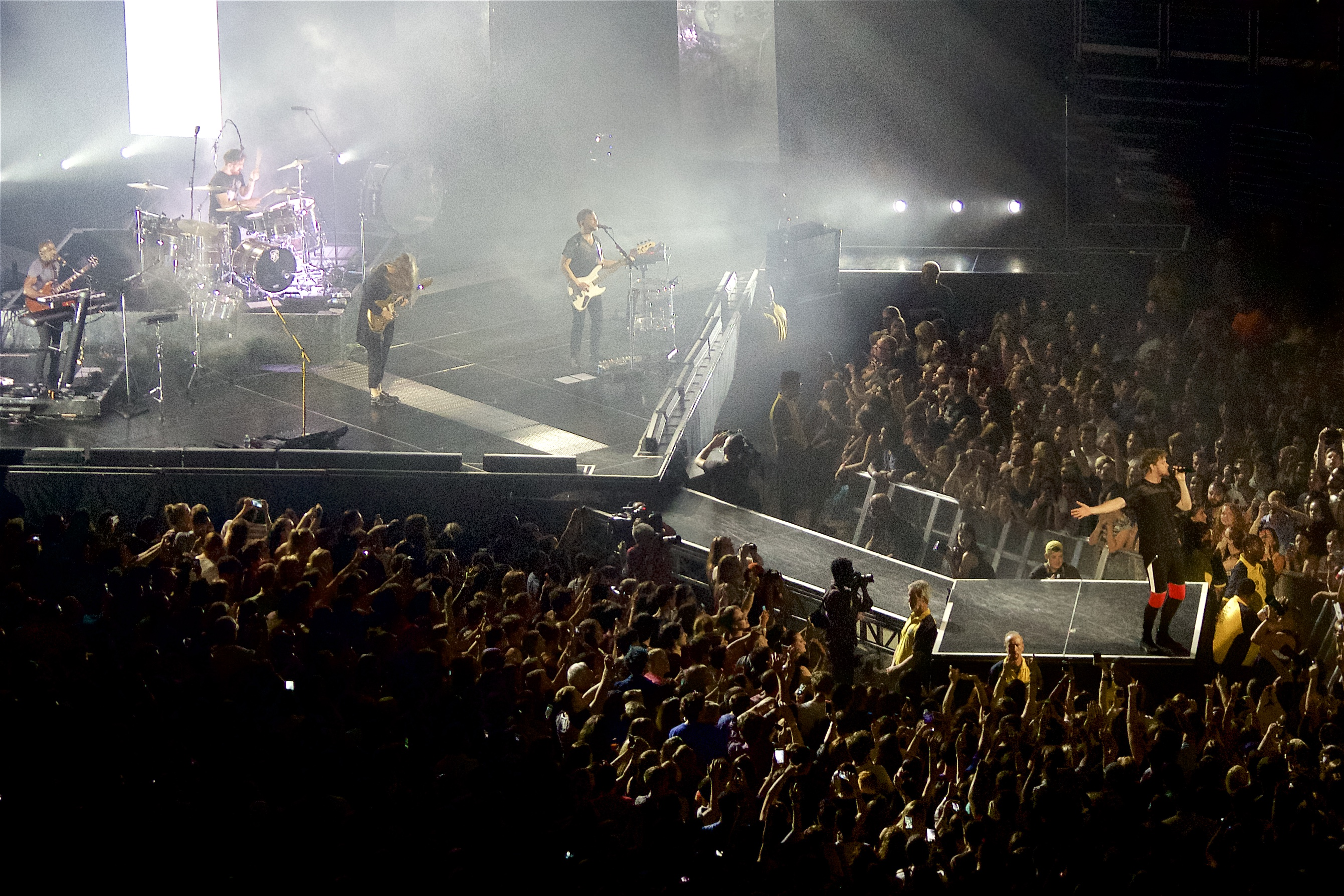
Az Imagine Dragons a washingtoni Verizon Centerben a Smoke + Mirrors turnén 2015 júliusában

Az „újévi fogadalmuknak” nevezett második stúdióalbum alapgondolata az volt, hogy zenét készítenek, és akkor fejezik be, amikor a zenekar úgy érzi, hogy a munkájuk befejeződött. A Night Visions Tour kezdete óta a zenekar új anyagot írt egy készülő albumhoz, és már a turné kezdetekor demókat rögzítettek az albumhoz, mielőtt stúdióba vonultak volna. Mire bementek a stúdióba, hogy az albumon dolgozzanak, már 50 demót gyűjtöttek össze, amelyekből dolgozhattak.
Az album megjelenése előtt az Imagine Dragons számos kislemezt adott ki más projektekhez, többek között a Transformers: A kihalás kora című filmhez készült Battle Cry című dalt 2014 júniusában, valamint a 2014-es League of Legends világbajnoksághoz készült Warriors című dalt 2014 szeptemberében.
Október 24-én a Facebookon és az Instagramon több vizuális részleten keresztül mutatták be a közelgő album első kislemezét, az I Bet My Life-ot. A dal október 27-én jelent meg. November 3-án elküldték az amerikai alternatív rádióknak reklámozásra. December 16-án a zenekar bejelentette második albumát, a Smoke + Mirrors-t, a második kislemezdal, a Gold megjelenésével együtt. A Shots az album harmadik kislemezeként jelent meg 2015. január 26-án.
Az Imagine Dragons 2015. február 5-én a Los Angeles-i Mayan Theaterben lépett fel. A félórás szettben élőben debütáltak a Summer és az I’m So Sorry című eddig kiadatlan dalok. Február 8-án a zenekar a Target partnereként a Grammy-díjátadó alatt sugárzott élő reklámfilm részeként előadta a Shots című dalt. A Smoke + Mirrors február 17-én jelent meg. Az album a Billboard 200-as lista élén debütált, ezzel a zenekar első listavezető albumává vált. A zenekar június 3-án az oregoni Portlandben kezdte meg az albumot népszerűsítő világkörüli turnéját.
A zenekar turnéja alatt az Imagine Dragons két olyan kislemezt is kiadott, amely nem az albumról származik. A Roots 2015. augusztus 26-án, az I Was Me pedig 2015. október 12-én jelent meg az iTunes-on keresztül. A zenekar emellett 2015. december 18-án kiadta az Eagles of Death Metal I Love You All the Time című dalának feldolgozását, a 2015 novemberi párizsi merényletek áldozatainak támogatására. A Smoke + Mirrors turné 2016. február 5-én ért véget Amszterdamban. A zenekar 2016. március 2-án egy koncertfilmet mutatott be Imagine Dragons In Concert: Smoke + Mirrors címmel néhány kiválasztott mozikban, amelyet később DVD-n és Blu-Rayen is kiadtak.
A turné után a zenekar szünetet tervezett tartani. Áprilisban és júniusban kiadták a Not Today című dalukat a Mielőtt megismertelek (2016) filmből és a Sucker for Pain című dalukat a Suicide Squad – Öngyilkos osztag filmből Lil Wayne, Wiz Khalifa, Logic, Ty Dolla Sign és az X Ambassadors közreműködésével.

### 2016–2020:EvolveésOrigins

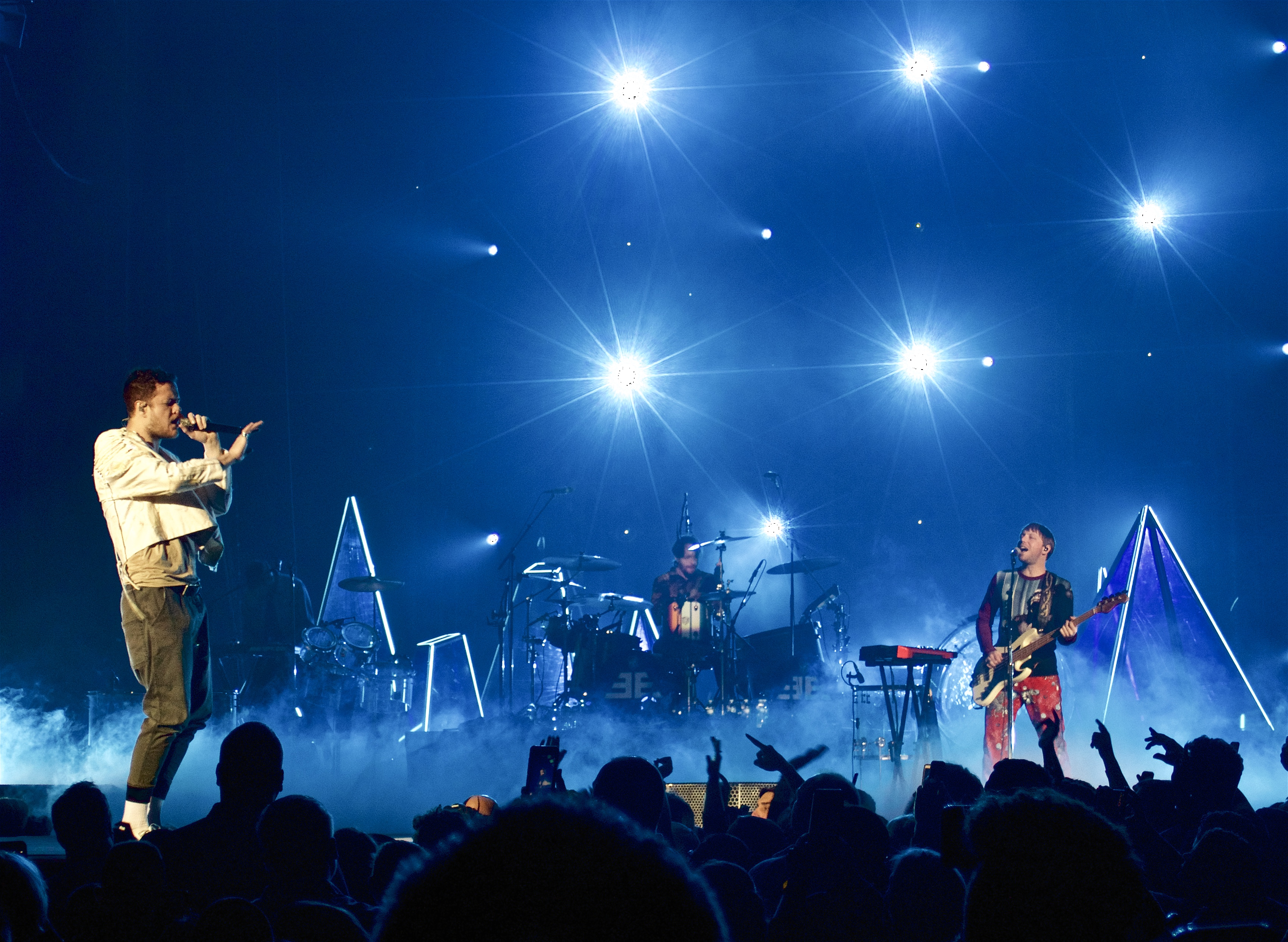
Az Imagine Dragons fellépés közben a Mohegan Sunban az Evolve turné során 2017 novemberében

Az Imagine Dragons 2016 szeptemberében kezdte el felvenni harmadik stúdióalbumát. A zenekar a közelgő albumot azzal harangozta be, hogy a következő négy hónapban rejtélyes üzeneteket posztolt a Twitter-fiókjukon. 2016. december 2-án adták ki a Levitate című dalt, amelyet az Utazók (2016) című filmhez rögzítettek. 2017. január 28-án a zenekar egy sor videót kezdett el közzétenni, amelyekkel az album első kislemezét mutatták be. A time-lapse videókban Dan Reynolds énekes szürreális képeket rajzolt egy rajztáblára. A videókban morzekódot rejtettek el, amit „azonos színű tárgyakra” fordítottak.[forrás?]
2017. február 1-jén az Imagine Dragons kiadta a Believer című dalt, mint a következő albumuk első kislemezét. A Believer-t a Nintendo Switch Super Bowl reklámjának részeként használták fel. 2017. április 27-én a zenekar kiadta a Thunder című dalt, mint a harmadik albumuk második kislemezét. 2017. május 8-án az Imagine Dragons bejelentette harmadik stúdióalbumát, az Evolve-ot, valamint egy új számot Whatever It Takes címmel, amely ugyanazon a napon jelent meg. Ugyanezen a napon bejelentették az albumot népszerűsítő turnét is. A turné 2017 szeptemberétől 2018 szeptemberéig 33 országban zajlott.[forrás?]
Az Evolve 2017. június 23-án jelent meg világszerte. Az album a legtöbb országban a top ötbe került, de vegyes kritikai fogadtatásban részesült. Az album és a Thunder című kislemez a 60. Grammy-díjkiosztón A legjobb popalbum, illetve A legjobb popduó vagy -együttes teljesítmény kategóriában kapott jelölést. A Whatever It Takes néhány hónappal később, 2017. október 6-án jelent meg hivatalos kislemezként az albumról.. A dal 2018-ban elnyerte az MTV Video Music Awards díját A legjobb rockvideó kategóriában. 2018. február 14-én az Imagine Dragons a Twitteren jelentette be új kislemezét Next to Me címmel. A dal az Evolve újrakiadásának részeként jelent meg 2018. február 21-én.
2018. június 12-én az Imagine Dragons a Twitteren jelentette be új, Kygóval közös kislemezét Born to Be Yours címmel. A dal 2018. június 15-én jelent meg. 2018-ban az Imagine Dragons a Rogue nevű e-sport csapat társtulajdonosa is lett. 2018. július 12-én a Twitteren jelentették be új kislemezüket Natural címmel. A dal 2018. július 17-én jelent meg. A dalt az ESPN College Football 2018-as szezonjának himnuszaként használták. A zenekar augusztus 10-én a floridai Tampában fejezte be az Evolve turnét. 2018. szeptember 18-án az Imagine Dragons bejelentette új kislemezét Zero címmel, amely másnap jelent meg. A dalt a Walt Disney Animation Studios Ralph lezúzza a netet című filmjének stáblistás részénél használták fel.
2018. október 3-án az Imagine Dragons bejelentette negyedik stúdióalbumát, az Origins-t, amely 2018. november 9-én jelent meg. A Natural és a Zero szolgáltak az album első kislemezeikként, míg a Born to Be Yours az album nemzetközi deluxe kiadásán kapott helyet. A zenekar ezt az albumot az előző munkájuk, az Evolve testvéralbumaként jellemezte. 2018. október 31-én az Imagine Dragons kiadta a harmadik kislemezt az albumról Machine címmel. Végül 2018. november 6-án kiadták az album negyedik kislemezét, a Bad Liar-t. Az Origins a második helyen debütált az Egyesült Államokban, ezzel negyedik top 5-ös albumuk lett. Több országban is a top tízbe került, de vegyes kritikákat kapott a kritikusoktól.
2019. január 7-én az Imagine Dragons lépett fel a 2019-es College Football Championship mérkőzés félidei műsorában. A zenekar a Natural, a Bad Liar, a Thunder és a Believer egy különleges verzióját adta elő Lil Wayne rapperrel. A dal új verziója másnap jelent meg a streaming platformokon. 2019 júniusában a Beat Games kiadott egy fizetős letölthető tartalmú (DLC) zenei csomagot a Beat Saber nevű virtuális valóság alapú játékhoz „Imagine Dragons Music Pack” néven, amely az Imagine Dragons tíz dalát tartalmazza.
2019. június 20-án az Imagine Dragons kiadta az Origins ötödik és egyben utolsó kislemezeként a Birds című dal új verzióját, amelyben Elisa olasz énekesnő is közreműködik. 2019. július 23-án megjelent egy animációs videó a dal eredeti változatához. 2019 decemberében Reynolds bejelentette, hogy szünetet tart a zenei produceri és zeneszerzői munkában, hogy az apaságra koncentrálhasson. 2020. január 20-án a zenekar kiadott egy klipet a Nothing Left to Say című dalhoz, amely a Night Visions című debütáló albumról származik.

### 2021–2023:Mercury – Acts 1&2
2021. március 8-án az Imagine Dragons bejelentette két kislemezének, a Follow You-nak és a Cutthroat-nak a megjelenését, amelyek március 12-én jelentek meg. A zenekar elkezdte bemutatni a közelgő albumukat, melynek producere Rick Rubin volt. 2021. június 29-én a zenekar bejelentette a Wrecked című kislemezt, valamint egy nappal később a Mercury – Act 1 című ötödik stúdióalbumuk előrendelését. A dal 2021. július 2-án jelent meg. A Mercury – Act 1 szeptember 3-án jelent meg, a Monday című kislemezzel együtt. A korábbi munkáikhoz hasonlóan az album vegyes kritikai fogadtatásban részesült. Az Egyesült Államokban a kilencedik helyen debütált. Az album megjelenése egybeesett az albumot támogató turné bejelentésével.

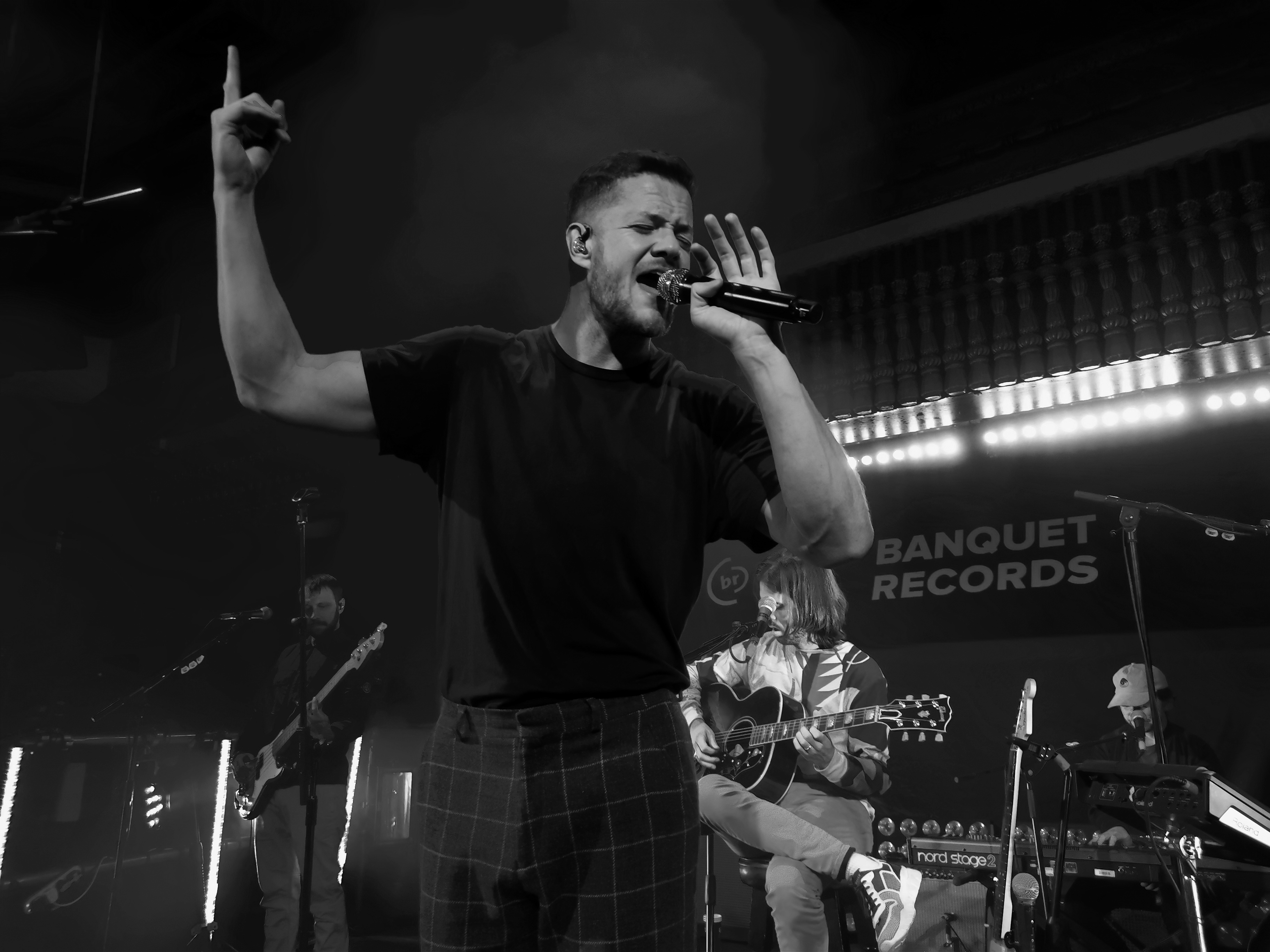
Az Imagine Dragons fellépés közben 2021-ben az Egyesült Királyságban

Októberben a zenekar újra kiadta első három középlemezét a streaming-szolgáltatókon és a digitális kiskereskedőknél. Mindegyik EP tartalmaz egy-egy korábban kiadatlan bónusz számot. A zenekar emellett október 28-án kiadta az Enemy című kislemezt JID rapperrel, az Arcane című Netflix-sorozat soundtrackjének részeként. A „Warriors” után ez a második együttműködés az Imagine Dragons és a League of Legends között.
Nem sokkal a Mercury – Act 1 megjelenése után a zenekar elkezdett kecsegtetni a következő album felé, amelynek szintén Rubin a producere. Reynolds 2022 januárjában azt nyilatkozta, hogy az album „majdnem kész”, és a Mercury Tour első szakaszát követően jelenik meg. A turné 2022. február 6-án kezdődött Miamiban és 2023. szeptember 10-én ért véget Németországban 108 állomás után.
2022. március 11-én a zenekar kiadta a Bones című kislemezt, amely a Mercury – Act 2 című ötödik stúdióalbumuk második részének első kislemezeként szolgált. Április 6-án a zenekar bejelentette, hogy a Mercury – Act 2 2022. július 1-jén jelenik meg. A második kislemez, a Sharks 2022. június 24-én jelent meg. A 18 számot tartalmazó album egy mindkét Mercury albumot tartalmazó válogatásalbum részeként jelent meg. A Mercury – Act 2-ről három kislemez jelent meg a megjelenést követően: a I Don’t Like Myself, 2022. október 10-én, a Symphony, november 7-én, és a Crushed, 2023. május 10-én. Az I Don’t Like Myself című dalhoz készült klip a mentális egészség világnapjának támogatására jelent meg. A Symphony egy vizualizációs videóval jelent meg. A dalt egy alternatív verzióval dolgozták fel, amelyet a Los Angeles-i Inner City Youth Orchestra of Los Angeles és a Coke Studio közreműködésével 2023. június 23-án adtak ki. A Crushed című dal zenei videóval együtt jelent meg a United24 támogatására 2023. május 10-én.
A zenekar 2022. szeptember 9-én kiadta a Night Visions tízéves jubileumi bővített kiadását, amely két korábban kiadatlan demót, a Love of Mine-t és a Bubble-t tartalmazza. A Love of Mine szeptember 2-án jelent meg.
2023. március 3-án Daniel Platzman dobos bejelentette, hogy egészségügyi okokból nem vesz részt a Mercury turné dél-amerikai szakaszán. A zenekar korábbi dobosa, Andrew Tolman helyettesítette Platzmant a turné és az összes többi fellépés során 2023-ban.
2023. július 14-én a Hulun megjelent az Imagine Dragons: Live in Vegas című koncertfilm. A film a zenekar teljes koncertjét mutatja be a Las Vegas-i Allegiant Stadionban 2022. szeptember 10-én. A koncertről 2023. július 28-án egy koncertalbum is megjelent. A Believer című daluk előadása két héttel korábban jelent meg kislemezként. 2023. augusztus 30-án kiadták a Children of the Sky című dalt a Starfield című videojáték promóciójaként.

### 2024–jelen:Loomés Daniel Platzman távozása
2024. március 10-én az együttes megkezdte az új zenei projektjük bemutatását a közösségi médiában. Április 1-jén bejelentették, hogy április 3-án egy új daluk jelenik meg Eyes Closed címmel. A dal a zenekar hatodik stúdióalbumának első kislemezeként jelent meg. Április 22-én bejelentették, hogy az album címe Loom; és 2024. június 28-án jelenik meg. Ugyanezen a napon bejelentették a Loom World Tourt is, amely 30 dátumot tartalmazott az Egyesült Államokban, 2024. július 30-án kezdődően. Május 3-án megjelent az Eyes Closed című dal remixe J Balvinnal. Május 24-én megjelent a Nice to Meet You, mint az album második kislemeze. Július 2-án bemutatták a Wake Up című dalhoz készült klipet, amelyet Matt Eastin rendezett.
A Loom az első stúdióalbumuk Daniel Platzman dobos nélkül, aki 2023-ban már nem lépett fel a zenekarral, majd 2024. augusztus 21-én bejelentette végleges távozását. Távollétében Andrew Tolman ugrott be a turné dobosaként. Szeptember 27-én jelent meg a Stars Will Align, a második közös munkájuk Kygóval. Október 11-én a zenekar egy koncertalbumot adott ki az Amazon Music Songline doku-sorozatának részeként. Ugyanezen a napon kiadták a Take Me to the Beach remixét Baker Boy közreműködésével, amit október 18-án további remixek követtek Ernia, november 1-jén Jungeli, december 16-án pedig Ado közreműködésével.
2025. február 21-én az album tizedik évfordulójára kiadták a Reflections (from the Vault of Smoke + Mirrors) című válogatásalbumot, amely tizennégy, korábban kiadatlan demót tartalmaz a Smoke + Mirrors-ról. Ezt megelőzte a Monica című promóciós kislemez megjelenése. 2025 márciusában a tervek szerint a zenekar egy koncertfilmet is bemutat a mozikban Imagine Dragons: Live From The Hollywood Bowl címmel (az LA Film Orchestra közreműködésével). A film a zenekar 2024 októberében a Hollywood Bowlban tartott négynapos koncertrezidenciáját mutatja be.

## Tagjai
Jelenlegi tagok
- Dan Reynolds – ének, lábdob, pergődob, akusztikus gitár (2008–)
- Wayne Sermon – elektromos gitár, cselló, háttérvokál, tamtamdob, akusztikus gitár, elektromos mandolin, lábdob (2009–)
- Ben McKee – basszusgitár, háttérvokál, billentyűs hangszerek, akusztikus basszusgitár, elektromos mandolin, lábdob, akusztikus gitár (2009–)

Korábbi tagok
- Andrew Tolman – dobok, háttérvokál (2008–2011; 2023–)
- Andrew Beck  – elektromos gitár, háttérvokál (2008)
- Aurora Florence – zongora, háttérvokál, hegedű (2008)
- Dave Lemke – basszusgitár, háttérvokál (2008–2009)
- Brittany Tolman – zongora, háttérvokál (2009–2011)
- Theresa Flaminio – zongora, háttérvokál (2011–2012)
- Daniel Platzman – dobok, brácsa, háttérvokál, doboz, akusztikus gitár, pergődob, tamtamdob (2011-2023)

Korábbi turnétagok
- Ryan Walker – gitár, billentyűs hangszerek, háttérvokál (2011–2015)
- Will Wells – gitár, billentyűs hangszerek, háttérvokál (2015–2017)
- Elliot Schwartzman – billentyűs hangszerek, gitár, háttérvokál (2017–2022)

## Diszkográfia
- Night Visions (2012)
- Smoke + Mirrors (2015)
- Evolve (2017)
- Origins (2018)
- Mercury – Acts 1 & 2 (2022)
  - Mercury – Act 1 (2021)
  - Mercury – Act 2 (2022)
- Loom (2024)

## Turnék
- Imagine Dragons on Tour (2011–2012)
- Fall Tour 2012 (2012)
- Night Visions Tour (2013–2014)[117][118][119]
- Smoke + Mirrors Tour (2015–2016)
- Evolve World Tour (2017–2019)[120]
- Mercury World Tour (2022–2023)[121]
- Loom World Tour (2024–2025)[122]

## Fordítás
Ez a szócikk részben vagy egészben  az   Imagine Dragons című angol Wikipédia-szócikk fordításán alapul.  Az eredeti cikk szerkesztőit annak laptörténete sorolja fel. Ez a jelzés csupán a megfogalmazás eredetét és a szerzői jogokat jelzi, nem szolgál a cikkben szereplő információk forrásmegjelöléseként.